# Alejandro Pérez Lugín
Alejandro Pérez Lugín (Madrid, 22 de febrer de 1870 - La Corunya, 5 de setembre de 1926) fou un periodista, escriptor i cineasta espanyol.
El seu nom complet era Alejandro María de las Mercedes Pedro Pérez García Lugín. Des de 1886, va viure a Santiago de Compostel·la, a la universitat va assistir per realitzar la carrera de Dret. Durant la seva etapa universitària va començar a col·laborar en diversos diaris de la ciutat com El pensamiento gallego.
El 1893 va tornar a Madrid, on va començar a treballar per la Dirección General de los Registros y el Notariado, en diversos ministeris, i diverses empreses que el van obligar a recórrer l'Estat Espanyol. En un d'aquests viatges, durant una estada a València, va contraure matrimoni amb Elvira Consuelo Sanz.
És conegut sobretot pels seus articles periodístics sobre el món taurí i per la seva novel Currito de la Cruz (1921) que també reflecteix els seus coneixements sobre el món de la tauromàquia i va ser molt popular en els anys següents a la seva publicació. La novel·la ha estat portada al cinema en quatre ocasions, la primera d'aquestes dirigida pel mateix Pérez Lugín i per Fernando Delgado. És un dels llargmetratges més antics de la cinematografia espanyola. Una altra de les seves novel·les més conegudes és La casa de la Troya, en la qual recrea la vida universitària a la Universitat de Santiago de Compostel·la, portada també al cinema en tres ocasions. Diverses obres seves van ser publicades després de la seva mort. Per exemple, Arminda Moscoso, novel·la que se situa a Galícia i és publicada a Madrid el 1928, ordenada i acabada pel seu amic Alfredo García Ramos; i La corredora y la Ruia, col·lecció de contes rurals ambientats a Galícia, també publicada per García Ramos. Pérez Lugín havia deixat sense acabar La Virgen del Rocío ya entró en Triana, que no va ser publicada fins a l'aparició de les seves obres completes el 1945.
Com a periodista va treballar per molts diaris, fent especialment conegut a La Tribuna, i va ser enviat especial a la guerra del Marroc per El Debate.

## Obres
- La casa de la Troya (1915)
- Currito de la Cruz (1921)
- La corredora y la Ruia (1922)
- Arminda Moscoso (Póstuma, 1928)
- La virgen del Rocio ya entró en Triana (Pòstuma, 1929)